# Contea di Lincoln (Mississippi)
La contea di Lincoln ( in inglese Lincoln County ) è una contea dello Stato del Mississippi, negli Stati Uniti. La popolazione al censimento del 2000 era di 33 166 abitanti. Il capoluogo di contea è Brookhaven.